# Teofilówka (Ukraina)
Teofilówka (ukr. Теофілівка, Teofiliwka) – wieś na Ukrainie, w obwodzie tarnopolskim, w rejonie tarnopolskim, w hromadzie Gaje Wielkie. W 2014 roku we wsi mieszkały 72 osoby.

## Historia
Pierwsza pisemna wzmianka o miejscowości pochodzi z 1920 roku. W latach 1934–1939 wieś należała do gminy Baworów.